# Спіраль Екмана

Ефект екманівської спіралі 1. Вітер, морська течія; 2. тертя; 3. напрямок вітру, течії; 4. сила Коріоліса.

Спіраль Екмана — математична модель розподілу вітру, морських течій з висотою, глибиною в земній атмосфері, Світовому океані. Ця модель описує структуру течій та вітрів поблизу горизонтальної границі середовища, коли напрям течії поступово відхиляється від первинного напрямку під відхильною дією обертання Землі з віддаленням від поверхні розділу середовищ. Спіраль Екмана названа на честь шведського океанолога Вагна Вальфріда Екмана. Уперше відхилення поверхневої течії в океані від напрямку вітру помітив норвезький океанолог Фрітьоф Нансен під час експедиції на кораблі Фрам.